# Francueil
Francueil ist eine französische Gemeinde mit 1.453 Einwohnern (Stand: 1. Januar 2022) im Département Indre-et-Loire in der Region Centre-Val de Loire; sie gehört zum Arrondissement Loches und zum Kanton Bléré. Die Einwohner werden Francueillois und Francueilloises genannt.
Die Gemeinde erhielt 2022 die Auszeichnung „Eine Blume“, die vom Conseil national des villes et villages fleuris (CNVVF) im Rahmen des jährlichen Wettbewerbs der blumengeschmückten Städte und Dörfer verliehen wird.

## Geografie
Francueil liegt in der historischen Provinz Touraine (auch Jardin de la France genannt) am Fluss Cher, der die Gemeinde im Norden begrenzt, etwa 30 Kilometer ostsüdöstlich von Tours. Umgeben wird Francueil von den Nachbargemeinden Chenonceaux im Norden, Chisseaux im Norden und Nordosten, Saint-Georges-sur-Cher im Osten, Épeigné-les-Bois im Südosten, Luzillé im Süden und Südwesten sowie Civray-de-Touraine im Westen und Nordwesten.

## Bevölkerungsentwicklung
| Jahr                       | 1962 | 1968 | 1975 | 1982 | 1990 | 1999 | 2006 | 2018 |
| Einwohner                  | 831  | 790  | 704  | 799  | 890  | 945  | 1231 | 1380 |
| Quellen: Cassini und INSEE |      |      |      |      |      |      |      |      |

## Sehenswürdigkeiten
- Pfarrkirche Saint-Thibault, seit 1926 als Monument historique eingeschrieben
- Ehemaliges Priorat aus dem 15. Jahrhundert
- Herrenhaus Les Ouldes aus dem 16. Jahrhundert
- Park von Chenonceau, seit 1962 als Monument historique klassifiziert

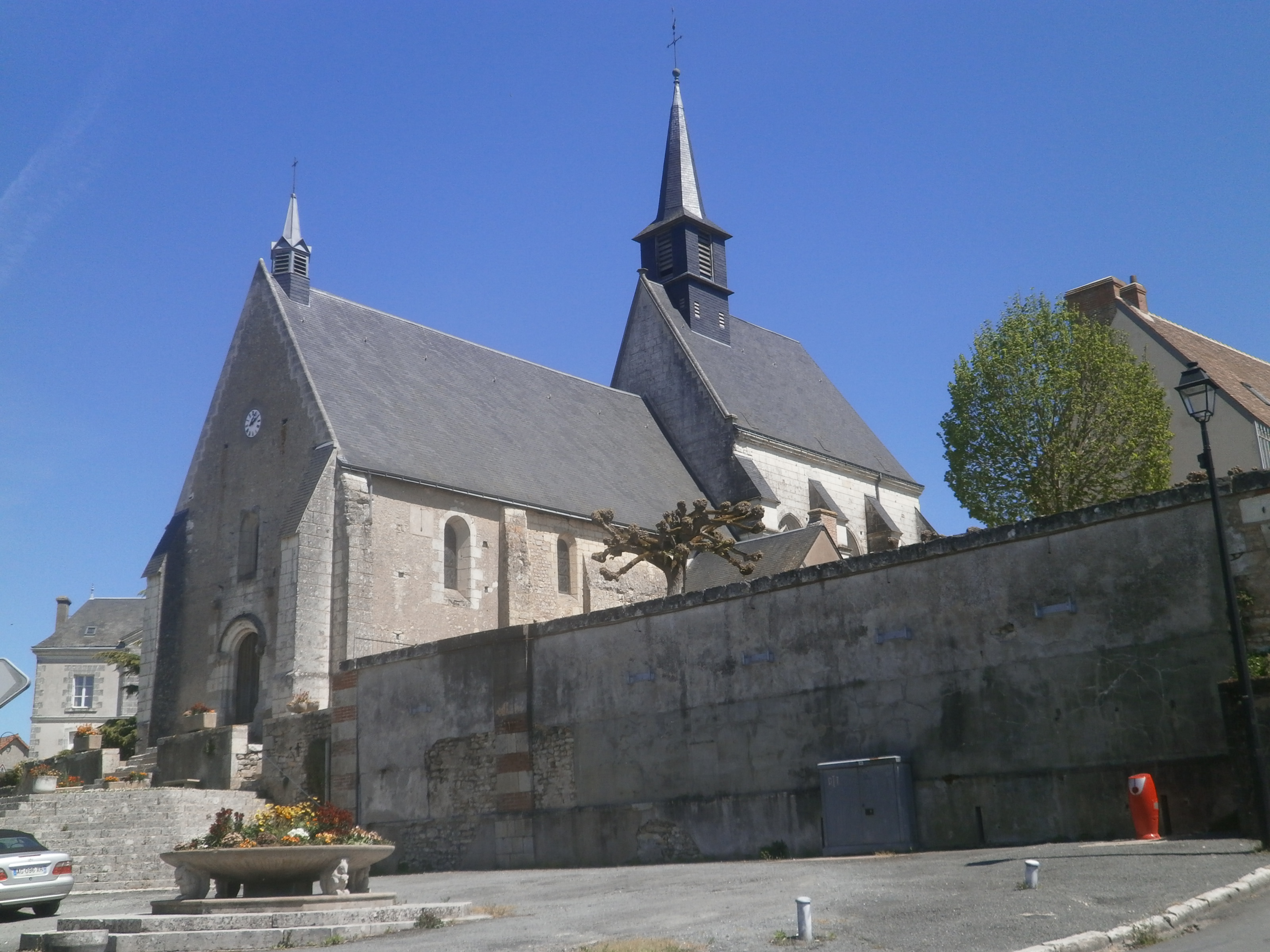
Pfarrkirche Saint-Thibault
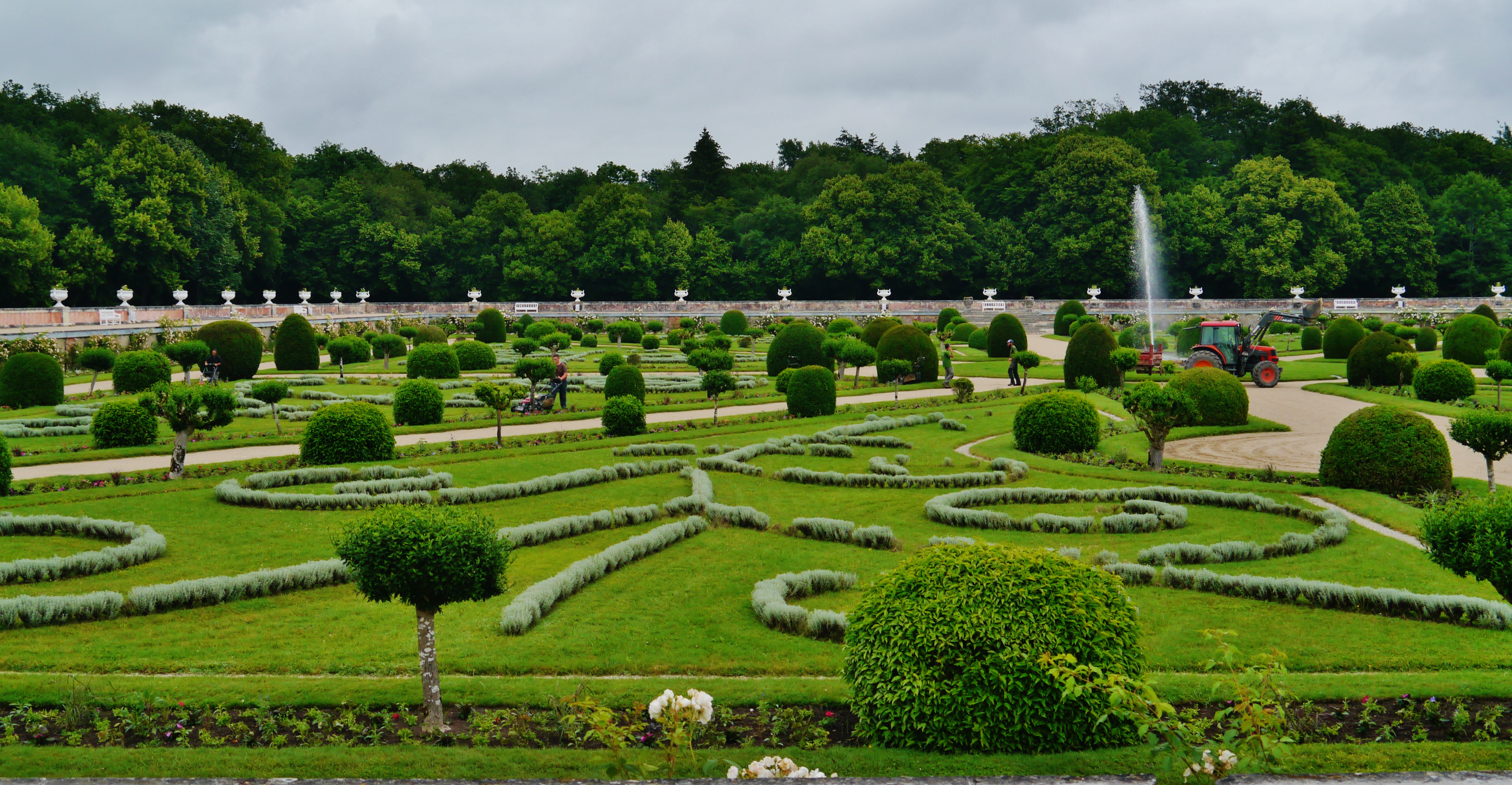
Park von Chenonceau